# Neumann János-díj
A Rajk Szakkollégium által 1994-ben alapított Neumann János-díj évente kerül kiosztásra. A díjat Neumann Jánosról nevezték el, célja, hogy olyan akadémikusokat díjazzon, akik az egzakt társadalomtudományok területén alkottak kiemelkedőt és a kollégium kutatási irányaira nézve meghatározót. 2013-ban, az évente átadott díjon felül, a kollégium tiszteletbeli díjat ítélt oda Kenneth Arrownak.
A díjat választási mechanizmusa különbözteti meg bármely más, hasonló elismeréstől. Az odaítélés teljesen diákok által irányított folyamat, magát a díjazottat is a kollégium diákokból álló tagsága választja ki.

## Díjazottak
A díjat az elmúlt években az alábbi akadémikusok vették át:
| Év    | Díjazott             | Intézmény                             | Származás                                |
| ----- | -------------------- | ------------------------------------- | ---------------------------------------- |
| 1995  | Harsányi János       | Kaliforniai Egyetem (Berkeley)        | Amerikai Egyesült Államok                |
| 1996  | Hal Varian           | Michigani Egyetem                     | Amerikai Egyesült Államok                |
| 1997  | Kornai János         | Harvard Egyetem; Collegium Budapest   | Magyarország                             |
| 1998  | Jean Tirole          | Toulouse School of Economics          | Franciaország                            |
| 1999  | Oliver E. Williamson | Kaliforniai Egyetem (Berkeley)        | Amerikai Egyesült Államok                |
| 2001  | Avinash Dixit        | Princetoni Egyetem                    | India; Amerikai Egyesült Államok         |
| 2002  | Jon Elster           | Columbia Egyetem                      | Norvégia                                 |
| 2003  | Maurice Obstfeld     | Kaliforniai Egyetem (Berkeley)        | Amerikai Egyesült Államok                |
| 2004  | Gary Becker          | Chicagói Egyetem                      | Amerikai Egyesült Államok                |
| 2005  | Glenn Loury          | Brown Egyetem                         | Amerikai Egyesült Államok                |
| 2006  | Matthew Rabin        | Kaliforniai Egyetem (Berkeley)        | Amerikai Egyesült Államok                |
| 2007  | Daron Acemoğlu       | Massachusetts Institute of Technology | Törökország                              |
| 2008  | Kevin M. Murphy      | Chicagói Egyetem                      | Amerikai Egyesült Államok                |
| 2009  | Philippe Aghion      | Harvard Egyetem                       | Franciaország                            |
| 2010  | Tim Besley           | London School of Economics            | Egyesült Királyság                       |
| 2011  | Joshua Angrist       | Massachusetts Institute of Technology | Amerikai Egyesült Államok                |
| 2012  | Olivier Blanchard    | Massachusetts Institute of Technology | Franciaország                            |
| 2013  | Esther Duflo         | Massachusetts Institute of Technology | Franciaország; Amerikai Egyesült Államok |
| 20131 | Kenneth Arrow        | Stanford Egyetem                      | Amerikai Egyesült Államok                |
| 2014  | Emmanuel Saez        | Kaliforniai Egyetem (Berkeley)        | Franciaország; Amerikai Egyesült Államok |
| 2015  | Matthew O. Jackson   | Stanford Egyetem                      | Amerikai Egyesült Államok                |
| 2016  | Alvin E. Roth        | Stanford Egyetem                      | Amerikai Egyesült Államok                |
| 2017  | Richard H. Thaler    | Chicagói Egyetem                      | Amerikai Egyesült Államok                |
| 2018  | Dani Rodrik          | Harvard Egyetem                       | Törökország                              |
| 2019  | Susan Athey          | Stanford Egyetem                      | Amerikai Egyesült Államok                |
| 2020  | Mariana Mazzucato    | University College London             | Olaszország; Amerikai Egyesült Államok   |
| 2021  | Matthew Gentzkow     | Stanford Egyetem                      | Amerikai Egyesült Államok                |
| 2022  | John A. List         | Chicagói Egyetem                      | Amerikai Egyesült Államok                |
| 2023  | Raj Chetty           | Harvard Egyetem                       | India; Amerikai Egyesült Államok         |

## A díjazottak válogatott műveit tartalmazó, a Szakkollégium által kiadott könyvek
- Rabin, M. [2008]: Pszichológia és közgazdaságtan. Önkontroll – Referencia pont – Hála és bosszú.  Alinea Kiadó – Rajk László Szakkollégium, Budapest.
- Murphy, K. M. [2009]: Hódító közgazdaságtan. Alinea Kiadó – Rajk László Szakkollégium, Budapest.
- Aghion, Ph.  [2012]: Teremtő rombolás – Verseny és innováció. Alinea Kiadó – Rajk László Szakkollégium, Budapest.
- Besley, T. [2012]: A jó kormányzat politikai gazdaságtana. Alinea Kiadó – Rajk László Szakkollégium, Budapest.
- Blanchard, O. [2014]: Végtelen várakozások – Szemelvények a modern makroökonómia területéről. Alinea Kiadó – Rajk László Szakkollégium, Budapest.